# Ionel Dănciulescu
Ionel Daniel Dănciulescu (n. 6 decembrie 1976, Slatina, Olt, România) este un fost fotbalist român care a evoluat pe postul de atacant. În prezent, este colaborator al postului de televiziune Digi Sport.

## Cariera de fotbalist
Considerat unul dintre cei mai valoroși atacanți din istoria Ligii I, Dănciulescu și-a început cariera de jucător profesionist la Electroputere Craiova, pentru care a jucat în perioada 1993 - 1995, marcând 8 goluri în 31 de meciuri. În 1995, Dinamo București l-a transferat, jucând la echipa din Șoseaua din Ștefan cel Mare vreme de doi ani, până în 1997, când a fost adus la Altay Izmir, Turcia.
În Turcia a rezistat doar jumătate de sezon, revenind în țară la, Steaua București marea rivală a lui Dinamo. A marcat 53 de goluri în 129 de meciuri pentru "roș-albaștrii" , reușind să câștige și de două ori campionatul României (1997-1998;2001-2001).
În 2002 a revenit la Dinamo, dar din cauza performanțelor realizate la Steaua, a fost contestat vehement de fanii "câinilor". În ciuda acestui lucru a devenit, odată cu trecerea timpului, unul dintre cei mai valoroși și importanți jucători de la Dinamo. A câștigat trei campionate și două Cupe ale României cu alb-roșii, devenind unul dintre cei mai iubiți jucători ai dinamoviștilor. În iunie 2009, a revenit și la naționala României, odată cu venirea lui Răzvan Lucescu ca selecționer. A jucat în meciul cu Lituania, câștigat de naționala României cu scorul de 1-0 în deplasare.
La 31 august 2009 a părăsit echipa Dinamo București și a semnat un contract pentru un sezon cu posibilitate de prelungire, cu echipa spaniolă din Segunda Division, Hércules Alicante. În iulie 2010, după ce i-a fost reziliat contractul cu formația spaniolă Hércules Alicante, a revenit la Dinamo București. A reușit golul 200 pe 17 noiembrie 2011, împotriva Ceahlăului.
Dănciulescu și-a anunțat retragerea pe data de 11 noiembrie 2013. În cariera sa de fotbalist, el a înscris peste 200 de goluri, aflându-se pe poziția a 2-a în clasamentul din toate timpurile al golgheterilor Ligii I.

## După retragerea din activitate
În februarie 2014, Dănciulescu a devenit director general al clubului Dinamo București. În noiembrie 2014, a fost numit antrenor interimar la Dinamo, conducând echipa în patru meciuri. A revenit apoi în funcția de director general din care a demisionat în 2018. La doar câteva zile după despărțirea de Dinamo, Dănciulescu a devenit manager sportiv la Farul Constanța, echipă patronată de Ciprian Marica, fostul său coleg. A rezistat însă doar o lună și 12 zile în această funcție, demisionând la 22 noiembrie.

## Titluri
| Sezon     | Club                | Titlu                    |
| --------- | ------------------- | ------------------------ |
| 1997-1998 | FC Steaua București | Divizia A                |
| 1998-1999 | FC Steaua București | Cupa României            |
| 2000-2001 | FC Steaua București | Divizia A                |
| 2001      | FC Steaua București | Supercupa României       |
| 2001-2002 | FC Dinamo București | Divizia A                |
| 2002-2003 | FC Dinamo București | Cupa României            |
| 2003-2004 | FC Dinamo București | Divizia A                |
| 2003-2004 | FC Dinamo București | Cupa României            |
| 2004-2005 | Shandong Luneng     | Finalist al Cupei Chinei |
| 2006-2007 | FC Dinamo București | Liga I                   |
| 2011-2012 | FC Dinamo București | Cupa României            |
| 2012      | FC Dinamo București | Supercupa României       |

## Goluri internaționale
| # | Dată            | Stadion                               | Adversar | Scor | Rezultat | Competiție |
| - | --------------- | ------------------------------------- | -------- | ---- | -------- | ---------- |
| 1 | 28 aprilie 2004 | Stadionul Giulești București, România | Germania | 3–0  | 5–1      | Amical     |
| 2 | 28 aprilie 2004 | Stadionul Giulești București, România | Germania | 4–0  | 5–1      | Amical     |